# Calango (álbum)
| Críticas profissionais | Críticas profissionais |
| Avaliações da crítica  | Avaliações da crítica  |
| Fonte                  | Avaliação              |
| ---------------------- | ---------------------- |
| AllMusic               | [ 1 ]                  |

Calango é o segundo álbum da banda mineira Skank, lançado em 1994. Vendeu 1,2 milhão de cópias.
Mostra as influências do reggae muito fortes, com complexos arranjos de metais em praticamente todas as faixas. Segundo Samuel Rosa, o álbum é uma mescla da sonoridade dos anos 1990 com características musicais dos anos 1960.
O título do álbum vem de um ritmo vindo de Minas Gerais, que consiste em dois cantores improvisando num "duelo" - como retratado na faixa "A Cerca", que envolve dois caipiras discutindo.
Dentre as músicas há baladas, glorificação do rural e crítica social.

## Produção
A banda conheceu o produtor Dudu Marote, em um show em São Paulo, quando dividiu o palco com o grupo Vaca de Pelúcia, produzido por Marote. Decidiram chamá-lo para trabalhar no segundo álbum do Skank. Outro colaborador foi o guitarrista Marcos Gauguin, que acompanhava a banda ao vivo e mixou seu álbum de estreia. As gravações duraram um mês no estúdio Nas Nuvens, onde a banda havia remixado seu primeiro disco. A banda saía para o Rio de Janeiro todas as segundas-feiras às 7h e voltava para Belo Horizonte às sextas, no início da noite. Duas canções do álbum, "Amolação" e "Jackie Tequila", já constavam nos shows da banda. Outra canção, "É Proibido Fumar", foi gravada para o disco-tributo de Roberto Carlos REI, produzido por Frejat e lançado também em 1994.
O tecladista Henrique Portugal usou um teclado emprestado nas gravações e canta com Samuel Rosa em algumas faixas, como "A Cerca" e "Amolação".
O projeto gráfico envolve uma fantasia criada por Ilson Lorca para as comemorações da Copa do Mundo FIFA de 1994, que o empresário Fernando Furtado havia visto em uma reportagem de jornal. No encarte, ela é vestida pelo baixista Lelo Zaneti.
Em 2010, foi lançada uma edição especial do álbum, remasterizada e com versões alternativas de 8 faixas, em comemoração aos 15 anos de seu lançamento.

## Faixas
Todas as faixas escritas e compostas por Samuel Rosa e Chico Amaral, exceto onde indicado. 
| N.º | Título             | Compositor(es)                                | Duração |  |
| 1.  | "Amolação"         |                                               | 2:35    |  |
| 2.  | "Jackie Tequila"   |                                               | 4:10    |  |
| 3.  | "Esmola"           |                                               | 2:38    |  |
| 4.  | "O Beijo e a Reza" |                                               | 4:59    |  |
| 5.  | "A Cerca"          | Samuel Rosa / Fernando Furtado / Chico Amaral | 3:28    |  |
| 6.  | "É Proibido Fumar" | Roberto Carlos / Erasmo Carlos                | 3:11    |  |
| 7.  | "Te Ver"           | Samuel Rosa / Lelo Zaneti / Chico Amaral      | 4:36    |  |
| 8.  | "Chega Disso!"     |                                               | 4:04    |  |
| 9.  | "Sam"              |                                               | 3:45    |  |
| 10. | "Estivador"        |                                               | 3:24    |  |
| 11. | "Pacato Cidadão"   |                                               | 4:03    |  |

| Faixas bônus na edição de 15 anos |                                                              |         |  |
| N.º                               | Título                                                       | Duração |  |
| 12.                               | "Te Ver" (remix por Dudu Marote)                             |         |  |
| 13.                               | "A Cerca" (remix por Paul Ralphes)                           |         |  |
| 14.                               | "És Prohibido Fumar (É Proibido Fumar)" (versão em espanhol) |         |  |
| 15.                               | "Desesperación (Amolação)" (versão em espanhol)              |         |  |
| 16.                               | "Te Ver" (Demo)                                              |         |  |
| 17.                               | "Jackie Tequila" (Demo)                                      |         |  |
| 18.                               | "O Beijo e a Reza" (Demo)                                    |         |  |
| 19.                               | "Estivador" (Demo)                                           |         |  |

## Formação

### Skank
- Samuel Rosa: vocal e guitarra
- Henrique Portugal: teclados; vocal em "A Cerca" e "Amolação"
- Lelo Zaneti: baixo
- Haroldo Ferretti: bateria

### Músicos convidados
- Chico Amaral: saxofone
- João Vianna: trompete
- Ed Maciel: trombone
- Guilherme Callichio: assovio em "Jackie Tequila"

## Certificações
| País          | Certificação | Data | Certificado de vendas |
| ------------- | ------------ | ---- | --------------------- |
| Brasil (ABPD) | Diamante     | 1996 | 1.000.000             |